# Initiative Hören
Die Initiative Hören e.V. ist ein Zusammenschluss von Verbänden und Institutionen der Bundesrepublik Deutschland, der die gesamtgesellschaftliche Bedeutung des Hörens und Zuhörens öffentlich vertritt und die Aufmerksamkeit auf die gesellschaftliche, pädagogische, gesundheitliche und kulturelle Bedeutung des Hörens in den Fokus stellt.

## Ziele
Ziel des Vereins ist die umfassende Förderung, Pflege, Bildung und Erforschung des Hörens und des Zuhörens. Tätigkeitsfelder sind zum einen die Bereiche Bildung, Kunst, Kultur und Medien. Zum anderen geht es um Fragen der Gesundheit und des Verbraucherschutzes, wie Schutz vor Lärm und Vorbeugung und Behandlung von Hörschädigungen. Auch die Auswirkungen von Lärm für Umwelt und Natur sind berührt und die Behandlung dieser Themen in Wissenschaft und Forschung können satzungsgemäß gefördert werden, etwa durch Hör- und Kommunikationsforschung. Der Verband kooperiert mit Landes- und Bundeseinrichtungen, Presse, Hörfunk und Fernsehen, öffentlichen Einrichtungen und Selbsthilfeorganisationen
und berät sowohl den Gesetzgeber als auch Industrie-, Bildungs- und Gesundheitseinrichtungen. 2011 wurde die gemeinnützige „Stiftung Hören“ gegründet.

## Entstehung
Ursprung der Initiative Hören ist die „Initiative zur Gründung einer Stiftung Hören“ („Initiative Stiftung Hören“), die sich auf Einladung von Karl Karst am 2. März 2001 in Köln gründete.
An der Versammlung nahmen Vertreterinnen und Vertreter des Bundesministeriums für Gesundheit, der Bundeszentrale für gesundheitliche Aufklärung (BZgA), des Deutschen Kulturrats, des Staatlichen Amts für Arbeitsschutz, des Deutschen Schwerhörigenbundes, der Deutschen Tinnitus-Liga, der Deutschen Gesellschaft für Akustik, des Verbands Deutscher Tonmeister, des Westdeutschen Rundfunks und weiterer Institutionen aus den Bereichen Kultur, Medien und Medizin teil. Das Protokoll der Versammlung findet sich auf der Homepage der Initiative Hören.
Ziel der Versammlung war die Gründung eines lobby-übergreifenden Kompetenzverbundes aus Einrichtungen des Gesundheits-, Kultur- und Medienbereichs, der sowohl die bildungs-pädagogische als auch die medizinische und die kulturelle Bedeutung des Hörens in die Öffentlichkeit trägt. Die von der „Initiative Stiftung Hören“ angestrebte „Stiftung Hören“ kam wegen einer einzelnen beteiligten Einrichtung, die während der Verhandlungen eine Stiftung mit verwechselbarem Namen gründete, zunächst nicht zustande. Sie wurde 2011 von Karl Karst mit persönlichem Kapital gegründet. Die Mitglieder der „Initiative Stiftung Hören“ gründeten stattdessen, um Verwechslungen auszuschließen, am 31. Oktober 2003 den Dachverband Initiative Hören e.V.

## Aktivitäten
Zu den Aktivitäten gehört die Ausschreibung des bundesweiten Wettbewerbs „musik gewinnt! – Musikalisches Leben in Schulen“, der Schulen auszeichnet, an denen das Musikleben weit über den regulären Musikunterricht hinausgeht, möglichst viele Schüler einbezogen sind oder die wegweisende Modelle erprobt haben. Die Initiative ist Mitorganisatorin des Internationalen Tags gegen Lärm und des Hörbuchsiegels Auditorix. Sie dokumentiert Aufsätze und Materialien, die sich interdisziplinär mit dem Thema des Hörens auseinandersetzen und bietet Informationsbroschüren zu den Grundlagen des Hörens, zur Stimme, zum Hinhören, zum Gehörschutz und zu bauakutischen Themen an. Mit dem Medienpreis LEOPOLD werden Produktionen „guter Musik“ für Kinder in verschiedenen Kategorien wie CD, Hörspiel, digitale Formate des Musiklernens ausgezeichnet.
Mit der Schule des Hörens werden Aktivitäten zum Hören in Kindergärten und Schulen durch kostenfreies Bildungsmaterial, Onlineangebote und themenbezogene Veranstaltungen in Kooperation mit den Rundfunkanstalten angeboten.
Botschafter der Initiative Hören sind die ehemalige Bundesministerin für Gesundheit und Soziale Sicherung Ulla Schmidt, der ehemalige WDR-Intendant Fritz Pleitgen und der Kulturwissenschaftler Max Fuchs.
Im Oktober 2019 wurde Karl Kast als Vorsitzender der Initiative Hören vom Verband deutscher Musikschulen für seine Verdienste um das Hören mit der Goldenen Stimmgabel ausgezeichnet.

## Mitglieder
Mitglieder des Verbandes sind (Stand 2021):
- Akademie Remscheid für musische Bildung und Medienerziehung
- Baumbach HörCom GmbH
- Berufsverband Deutscher Hörgeschädigtenpädagogen BDH
- Berufsverband der Kinder- und Jugendärzte
- Bundesanstalt für Arbeitsschutz und Arbeitsmedizin
- Bundesinnung der Hörgeräteakustiker (KdÖR)
- Bundesverband Musikunterricht (BMU)
- Deutsche Gesellschaft für Akustik e.V.
- Deutsche Gesellschaft für Elektroakustische Musik e.V. (DEGEM)
- Deutsche Gesellschaft für Phoniatrie und Pädaudiologie
- Deutsche Gesellschaft für Sprechwissenschaft und Sprecherziehung
- Deutsche Hörbehinderten-Selbsthilfe
- Deutsche Orchestervereinigung
- Deutsche Tinnitus-Liga
- Deutscher Berufsverband der Hals-Nasen-Ohrenärzte
- Deutscher Kulturrat
- Deutscher Musikrat
- Deutscher Schwerhörigenbund
- European SoundART Association
- Gesellschaft für Medienpädagogik und Kommunikationskultur
- Initiativkreis Freie Musik Projekte
- Kölner Senioren
- kulturPARTNERnrw
- Landesanstalt für Medien Nordrhein-Westfalen (Lfm)
- Landesmusikrat Nordrhein-Westfalen
- mediamusic:nrw / Berufsverband Medienmusik
- Median-Verlag
- Nordkolleg Rendsburg
- Schule des Hörens
- Skulpturenmuseum Glaskasten Marl/Deutscher Klangkunst-Preis
- Strecker-Stiftung
- Verband deutscher Musikschulen
- Verband Deutscher Tonmeister